# Town & Country
Town And Country (também conhecida como T&C) é uma fabricante mundialmente conhecida de pranchas de surfe. As origens da T&C começaram em 1971, com uma única loja fundada por Craig Sugihara em Pearl City (Havaí). A empresa logo se expandiu para uma linha completa de roupas e acessórios de surfe e agora tem lojas de varejo espalhadas por todo mundo, em países como Australia, Japão e Perú. 

## Referencias
1. ↑  «Town & Country Surf Designs». Wikipedia (em inglês). 13 de março de 2017
2. ↑  «Town & Country's 170th Anniversary - History of Town & Country Magazine». Town & Country (em inglês). Consultado em 28 de setembro de 2017
3. ↑  Bloomgarden-Smoke, Kara (11 de setembro de 2017). «Town & Country Toasts Its New Flock of Modern Swans». WWD (em inglês)
4. ↑  matthew (3 de fevereiro de 2016). «The original T&C Hawaii cartoon characters are based on these famous surfers». Hawaii Magazine (em inglês)
5. ↑  SurferToday.com, Editor at. «T&C Surf Grom Contest attracts 345 young stars». SurferToday (em inglês)